# Chuột chù chân trắng Bắc Phi
Chuột chù chân trắng Bắc Phi, tên khoa học Crocidura ichnusae, là một loài động vật có vú trong họ Chuột chù, bộ Soricomorpha. Loài này được Festa mô tả năm 1912. Chúng được tìm thấy ở Ibiza, Sardegna, Pantelleria ven Địa Trung Hải, Bắc Algeria và Bắc Tunisia.

## Hình ảnh

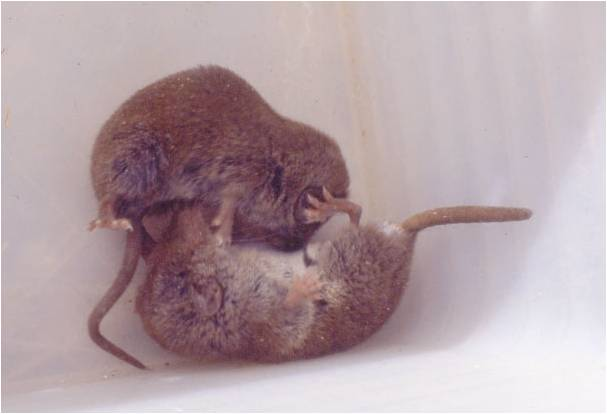
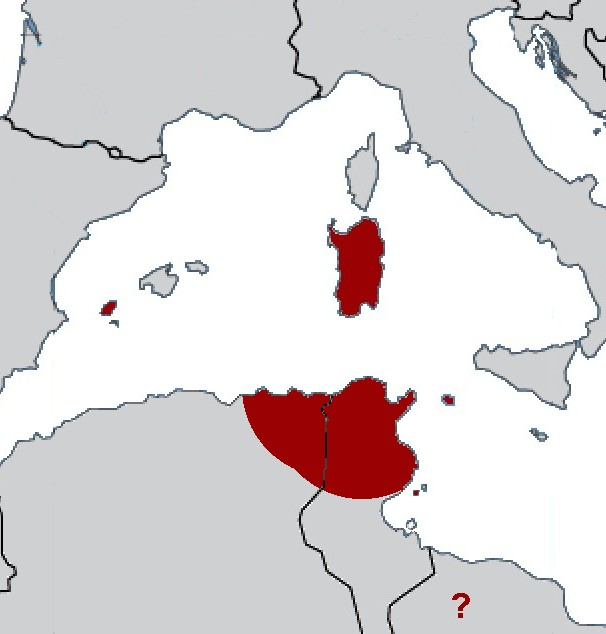
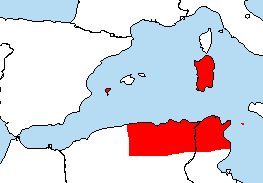